# كريستوفر بود
كريستوفر بود (بالإنجليزية: Christopher Budd)‏ هو كاهن كاثوليكي بريطاني، ولد في 27 مايو 1937 في رومفورد في المملكة المتحدة.